# USS Grayback (SS-208)
USS Grayback (SS-208) là một  tàu ngầm lớp Tambor được Hải quân Hoa Kỳ chế tạo ngay trước Chiến tranh Thế giới thứ hai. Nó là chiếc tàu chiến đầu tiên của Hải quân Hoa Kỳ được đặt cái tên này, theo tên chung của nhiều loài cá hồi trắng và cá trích sông. Nó đã phục vụ trong Thế Chiến II, thực hiện tổng cộng mười chuyến tuần tra và đánh chìm 14 tàu Nhật Bản với tổng tải trọng 63.835 tấn. xếp thứ hai mươi về tải trọng tàu trong số tàu ngầm Hoa Kỳ có thành tích nổi bật nhất trong chiến tranh. Con tàu trúng bom ném từ máy bay Nhật Bản trong chuyến tuần tra cuối cùng và đắm tại vùng biển phía Nam Okinawa vào ngày 27 tháng 2, 1944. Grayback được tặng thưởng hai danh hiệu Đơn vị Tuyên dương Hải quân cùng tám Ngôi sao Chiến trận do thành tích phục vụ trong Thế Chiến II.

## Thiết kế và chế tạo
Lớp Tambor có nhiều đặc tính được cải tiến so với tàu ngầm lớp Sargo dẫn trước. Hình dạng thân tàu được làm suôn thẳng hơn để đạt tốc độ nhanh hơn, và thùng lặn khẩn cấp được trang bị lại giúp con tàu lặn xuống nhanh hơn. Hệ thống động lực toàn diesel-điện được áp dụng, và giải quyết được sự cố chập mạch trước đây. Nó trang bị động cơ General Motors-Winton dẫn động máy phát điện, và động cơ điện kết nối với trục chân vịt qua hộp số giảm tốc.
Lần đầu tiên đối với tàu ngầm Hoa Kỳ, lớp Tambor có đến mười ống phóng ngư lôi gồm sáu trước mũi và bốn phía đuôi. Hiệu quả tác chiến được cải thiện nhờ bố trí lại người vận hành sonar và máy tính dữ liệu ngư lôi vào một tháp chỉ huy lớn hơn, cho phép trao đổi trực tiếp với hạm trưởng, cùng một kính tiềm vọng kiểu mới có đầu nhỏ hơn giúp khó bị phát hiện. Thoạt tiên được chỉ được trang bị pháo 3 in (76 mm)/50 caliber, boong tàu được gia cố sẵn đủ để lắp đặt pháo cỡ 5 in (130 mm)/51 caliber khi tình huống tác chiến đòi hỏi; nên trong đợt đại tu vào đầu năm 1943, Grayback được nâng cấp lên cỡ pháo 4-inch.
Grayback được đặt lườn tại xưởng tàu của hãng Electric Boat Company ở Groton, Connecticut vào ngày 3 tháng 4, 1940. Nó được hạ thủy vào ngày 31 tháng 1, 1940, được đỡ đầu bởi bà Lydia Ballou Brown, phu nhân Chuẩn đô đốc Wilson Brown, Giám đốc Học viện Hải quân Hoa Kỳ. Con tàu được cho nhập biên chế cùng Hải quân Hoa Kỳ vào ngày 30 tháng 6, 1941 dưới quyền chỉ huy của Hạm trưởng, Đại úy Hải quân Willard A. Saunders.

## Lịch sử hoạt động

### 1941
Grayback khởi hành từ Trân Châu Cảng vào ngày 15 tháng 2, 1942 cho chuyến tuần tra đầu tiên trong chiến tranh tại khu vực Saipan và Guam thuộc quần đảo Mariana. Tại đây nó có cuộc đụng độ với một tàu ngầm đối phương kéo dài suốt bốn ngày. Tàu đối phương đã phóng hai quả ngư lôi tấn công Grayback vào sáng ngày 22 tháng 2, và tiếp tục theo dõi dọc suốt Thái Bình Dương. Grayback đã vài lần nhìn thấy tháp chỉ huy tàu đối phương, và một lần khác khi đối thủ trồi lên mặt nước, nhưng nó không ở vị trí thích hợp để tấn công tàu ngầm đối phương.
Vào ngày 17 tháng 3, tại khu vực quần đảo Bonin, lúc 06 giờ 15 phút, Grayback phóng ngư lôi đánh chìm tàu chở hàng (nguyên là tàu tiếp than) Ishikari Maru (3.291 tấn) ở vị trí khoảng 8 nmi (15 km) về phía Tây Port Lloyd, Chichi-jima, tại tọa độ 27°05′B 142°05′Đ / 27,083°B 142,083°Đ, 11 thành viên thủy thủ đoàn đã thiệt mạng. Grayback kết thúc chuyến tuần tra khi về đến Trân Châu Cảng vào ngày 10 tháng 4.

#### Chuyến tuần tra thứ hai
Rời Trân Châu Cảng vào ngày 4 tháng 5 cho chuyến tuần tra thứ hai, Grayback kết thúc chuyến tuần tra tại căn cứ mới ở Fremantle, Australia vào ngày 22 tháng 6.

#### Chuyến tuần tra thứ ba và thứ tư
Trong giai đoạn từ tháng 7 đến tháng 11, Grayback thực hiện các chuyến tuần tra thứ ba tại khu vực biển Đông và thứ tư tại khu vực eo biển St. George giữa các đảo New Britain và New Ireland thuộc quần đảo Bismarck. Trong chuyến tuần tra thứ tư, vào ngày 31 tháng 10, nó phóng ba quả ngư lôi tấn công tàu chở hàng Noto Maru (7.185 tấn) ngoài khơi Rabaul, và một quả trúng đích đã gây hư hại nặng cho mục tiêu tại tọa độ 04°37′N 152°30′Đ / 4,617°N 152,5°Đ; chiếc tàu chở hàng sau đó được một tàu khu trục kéo về Rabaul.

### 1943

#### Chuyến tuần tra thứ năm
Grayback xuất phát từ Brisbane, Australia vào ngày 7 tháng 12, 1942 cho chuyến tuần tra thứ năm. Chỉ một tuần sau khi xuất phát, trợ lý quân y trên tàu phẩu thuật thành công một ca viêm ruột thừa trên tàu, là trường hợp thứ hai được thực hiện trên một tàu ngầm đang tuần tra. Đến ngày 25 tháng 12, chiếc tàu ngầm trồi lên mặt nước để đánh chìm bốn sà lan đổ bộ bằng hải pháo. Bốn ngày sau đó, nó bị một tàu ngầm đối phương tấn công bằng ngư lôi, nhưng nó đã né tránh được. Trong biển Solomon về phía Tây Nam đảo Rendova vào sáng sớm ngày 3 tháng 1, 1943, Grayback phóng ngư lôi tấn công tàu ngầm Nhật I-18 tại tọa độ 08°49′N 157°09′Đ / 8,817°N 157,15°Đ, nhưng I-18 thoát được mà không bị hư hại.
Vào sáng sớm ngày 5 tháng 1, Grayback phục vụ như cột mốc dẫn đường cho chiến dịch ném bom xuống vịnh Munda thuộc quần đảo Solomon. Sau khi được tin một máy bay ném bom B-26 Marauder thuộc Liên đội Ném bom 70 bị bắn rơi trên đảo, chiếc tàu ngầm cho đổ bộ hai người lên đảo để tìm kiếm và giải cứu, rồi lặn xuống lúc bình minh né tránh máy bay đối phương. Họ tìm được sáu thành viên đội bay đang ẩn náu trong rừng, ba người trong số đó bị thương, và đưa được tất cả lên tàu khi chiếc tàu ngầm nổi lên mặt nước lúc chiều tối. Tiếp tục chuyến tuần tra, vào ngày 17 tháng 1, Grayback tấn công một tàu khu trục đối phương đang hộ tống một tàu vận tải lớn. Tuy nhiên đối thủ né tránh được ngư lôi và quay lại phản công với 19 quả mìn sâu. Một quả nổ gần tàu đã làm hỏng cửa nắp khiến con tàu bị rò rỉ nặng, nên đó được lệnh kết thúc chuyến tuần tra để quay trở lại căn cứ Brisbane, đến nơi vào ngày 23 tháng 1.

#### Chuyến tuần tra thứ sáu
Trong chuyến tuần tra thứ sáu từ ngày 16 tháng 2 đến ngày 4 tháng 4, Grayback tiếp tục hoạt động tại các khu vực quần đảo Bismarck và Solomon. Radar kiểu SJ mới được trang bị đã không hoạt động, và cho dù đã tấn công nhiều mục tiêu, nhưng nó đã không đánh chìm được con tàu nào.

#### Chuyến tuần tra thứ bảy
Xuất phát từ Brisbane vào ngày 25 tháng 4, cho chuyến tuần tra thứ bảy, đến ngày 11 tháng 5, Grayback đánh chặn một đoàn tàu vận tải bị tàu ngầm Albacore (SS-218) phát hiện và thông báo vị trí. Trong một đợt tấn công ban đêm ở vị trí về phía Đông Bắc đảo Manus thuộc quần đảo Admiralty, nó phóng một loạt sáu quả ngư lôi tấn công một đoàn bảy tàu buôn và ba tàu hộ tống, đánh chìm được tàu chở hàng Yodogawa Maru (6.441 tấn) tại tọa độ 00°47′N 149°02′Đ / 0,783°N 149,033°Đ. Các tàu hộ tống đối phương phản công bằng mìn sâu, buộc chiếc tàu ngầm phải lặn sâu để né tránh.
Sang ngày 16 tháng 5, về phía Tây Bắc Kavieng gần đảo Mussau, Grayback phóng ngư lôi đánh trúng chiếc Yūgiri tại tọa độ 01°00′N 148°44′Đ / 1°N 148,733°Đ, khiến đối phương chết đứng giữa biển. Bị hư hại nặng phía mũi và chín thành viên thủy thủ đoàn tử trận, Yūgiri phải được đồng đội kéo về Rabaul hai ngày sau đó. Chỉ một ngày sau đó, nó tiếp tục phóng ngư lôi đánh chìm chiếc tàu chở quân England Maru (5.830 tấn) tại tọa độ 00°45′N 148°30′Đ / 0,75°N 148,5°Đ, về phía Đông Bắc quần đảo Admiralty; 232 người trong tổng số 1.500 binh lính trên tàu cùng 13 thủy thủ đã thiệt mạng. Chiếc tàu ngầm còn gây hư hại cho hai tàu buôn khác trước khi lặn xuống né tránh phàn công. Grayback kết thúc chuyến tuần tra khi về đến Trân Châu Cảng vào ngày 30 tháng 5, nó tiếp tục quay về vùng bờ Tây Hoa Kỳ để được đại tu tại San Francisco, California.

#### Chuyến tuần tra thứ tám
Hoàn tất việc sửa chữa và quay trở lại Trân Châu Cảng vào ngày 12 tháng 9, Grayback chuẩn bị cho chuyến tuần tra thứ tám. Nó cùng với tàu ngầm Shad (SS-235) khởi hành vào ngày 26 tháng 9, và gặp gỡ tàu ngầm Cero (SS-225) tại căn cứ Midway để hình thành nên một đội tấn công phối hợp ("Bầy sói") dưới quyền chỉ huy chung của Đại tá Hải quân Charles B. Momsen bên trên tàu ngầm Cero. Vào ngày 14 tháng 10, Grayback phóng ngư lôi đấnh chìm tàu chở hành khách-hàng hóa Kozui Maru (7.72 tấn) trong biển Hoa Đông về phía Tây Bắc Okinawa tại tọa độ 27°35′B 127°27′Đ / 27,583°B 127,45°Đ, 21 hành khách, bốn pháo thủ và ba thủy thủ thiệt mạng.
Ngoài khơi Cơ Long, Đài Loan, Grayback phát hiện và theo dõi một đoàn tàu vận tải từ chiều tối ngày 21 tháng 10, và đến 03 giờ 47 phút sáng hôm sau 22 tháng 10, nó phóng một loạt năm quả ngư lôi tấn công một nhóm tàu buôn và tàu hộ tống. Bốn quả đã đánh trúng tàu tàu tuần dương phụ trợ Awata Maru (7.397 tấn) (nguyên là một tàu chở hành khách-hàng hóa được cải biến), và một quả đánh trúng hầm đạn đã khiến mục tiêu nổ tung và đắm về phía Bắc đảo Miyako-jima, tại tọa độ 26°32′B 125°05′Đ / 26,533°B 125,083°Đ; 1.087 binh lính thuộc Sư đoàn 17 và 223 thủy thủ đã tử trận. Chiến thuật "Bầy sói" phát huy hiệu quả vào ngày 27 tháng 10, khi Grayback tiếp cận một đoàn tàu vận tải để kết liễu tàu buôn Fuji Maru (9.130 tấn), vốn đã bị hư hại do trúng ngư lôi phóng bởi Shad. Fuji Maru đắm tại vị trí về phía Bắc Okinawa tại tọa độ 28°20′B 128°05′Đ / 28,333°B 128,083°Đ; chiến công này được chia sẻ cho cả hai chiếc tàu ngầm. Tiêu phí hết số ngư lôi mang theo, Grayback kết thúc chuyến tuần tra và về đến căn cứ Midway vào ngày 10 tháng 11.

#### Chuyến tuần tra thứ chín
Khởi hành từ Trân Châu Cảng vào ngày 2 tháng 12 cho chuyến tuần tra thứ chín, Grayback tiếp tục hoạt động trong biển Hoa Đông. Lúc 22 giờ 19 phút ngày 18 tháng 12, nó phóng một loạt bốn quả ngư lôi tấn công một đoàn bốn tàu buôn được ba tàu vũ trang hộ tống, và một quả trúng đích đã đánh chìm tàu chở hàng Gyokurei Maru (5.588 tấn) ở vị trí 50 mi (80 km) về phía Đông Bắc Naha, Okinawa, tại tọa độ 26°30′B 128°19′Đ / 26,5°B 128,317°Đ, 62 thành viên thủy thủ đoàn đã thiệt mạng. Sang 01 giờ 07 phút ngày 19 tháng 12, nó trồi lên mặt biển để tiếp tục tấn công đoàn tàu, nhưng đến 02 giờ 05 phút lại phát hiện qua radar SJ tàu khu trục đối phương đang tiếp cận nhanh, nên phải lặn khẩn cấp. Đến 02 giờ 31 phút, nó phóng một loạt bốn quả ngư lôi phía đuôi vào đối thủ, và ít nhất ba quả trúng đích, kích nổ số mìn sâu trên tàu và đã đánh chìm tàu khu trục Numakaze tại tọa độ 26°29′B 128°26′Đ / 26,483°B 128,433°Đ, với tổn thất toàn bộ thành viên thủy thủ đoàn trên tàu, bao gồm Đại tá Hải quân Watanabe Yasumasa, hạm trưởng kiêm nhiệm Tư lệnh Đội khu trục 1.
Chỉ hai đêm sau đó, 20-21 tháng 12, lúc 01 giờ 38 phút, Grayback phóng tổng cộng chín quả ngư lôi tấn công một đoàn tàu sáu chiếc, đánh chìm tàu vận tải Lục quân Konan Maru (2.627 tấn) ở vị trí 8 nmi (15 km) về phía Tây Nam đảo Kuchinoerabujima thuộc quần đảo Satsunan, tại tọa độ 30°24′B 129°53′Đ / 30,4°B 129,883°Đ, 69 thủy thủ, ba pháo thủ cùng 576 binh lính đã tử trận cùng con tàu. Loạt ngư lôi cũng gây hư hại cho một tàu buôn khác, trước khi Grayback phải lặn sâu để né tránh phản công. Tàu quét mìn phụ trợ Kashiwa Maru đã cứu vớt những người sống sót của Konan Maru. Đến 06 giờ 00, Grayback trồi lên mặt nước tiếp tục tấn công, phóng ngư lôi đánh chìm Kashiwa Maru (515 tấn) tại tọa độ 30°26′B 129°58′Đ / 30,433°B 129,967°Đ, với tổn thất toàn bộ thủy thủ đoàn và ít nhất 107 người được cứu vớt từ Konan Maru. Trên đường quay trở về căn cứ, nó trồi lên mặt nước vào ngày 27 tháng 12 để đánh chìm một tàu đánh cá bằng hải pháo, và về đến Trân Châu Cảng vào ngày 4 tháng 1, 1944.

### 1944

#### Chuyến tuần tra thứ mười - Bị mất
Grayback khởi hành từ Trân Châu Cảng vào ngày 28 tháng 1, 1944 cho chuyến tuần tra thứ mười tại biển Hoa Đông. Vào ngày 19 tháng 2, ở vị trí về phía Tây Nam Takao (nay là Cao Hùng), Đài Loan, nó phóng ngư lôi đánh chìm tàu vận tải Lục quân Taikei Maru (còn được gọi là Daikei Maru) (4.739 tấn) tại tọa độ 21°48′B 118°50′Đ / 21,8°B 118,833°Đ, 1.559 người bao gồm 15 pháo thủ và 21 thủy thủ đã thiệt mạng cùng con tàu. Cùng ngày hôm đó Grayback cũng đánh chìm tàu chở hàng Toshin Maru (1.917 tấn) tại tọa độ 21°46′B 120°06′Đ / 21,767°B 120,1°Đ.
Đến ngày 24 tháng 2, trong biển Hoa Đông ở vị trí 20 nmi (37 km) về phía Đông Đài Loan, Grayback phóng ngư lôi đánh chìm tàu chở dầu Nampo Maru (có nguồn nhầm là Nanho Maru) (10.033 tấn) tại tọa độ 24°20′B 122°25′Đ / 24,333°B 122,417°Đ, và gây hư hại nhẹ cho tàu vận tải Asama Maru (16.975 tấn) tại tọa độ 24°28′B 122°21′Đ / 24,467°B 122,35°Đ. Chỉ còn lại hai quả ngư lôi, chiếc tàu ngầm được lệnh quay về căn cứ, nhưng sau đó mất liên lạc và không đi đến Midway vào ngày 7 tháng 3 như hạn định. Grayback được công bố bị mất với tổn thất toàn bộ thủy thủ đoàn vào ngày 30 tháng 3, 1944.
Tài liệu thu được từ phía Nhật Bản sau chiến tranh cho thấy: sau khi tấn công Đoàn tàu Hi-40 vào ngày 24 tháng 2, Grayback lên đường quay trở về nhà. Trên đường đi vào ngày 27 tháng 2, chiếc tàu ngầm được tin là đã phóng hai quả ngư lôi cuối cùng đánh chìm tàu buôn Ceylon Maru (4.905 tấn) trong biển Hoa Đông, ngoài khơi đảo Ojika gần Kyūshū, tại tọa độ 31°50′B 127°45′Đ / 31,833°B 127,75°Đ. Cùng ngày hôm đó, một máy bay ném bom-ngư lôi Nakajima B5N "Kate" phát hiện Grayback đang đi trên mặt nước và đã tấn công với một quả bom 250 kg (551 lb). Tàu chống ngầm được phái đến hiện trường để tiếp tục thả mìn sâu, phát hiện nhiều bọt khí, và cuối cùng là một vệt dầu loang lớn trồi lên mặt nước, xác nhận một tàu ngầm đã bị đánh chìm tại tọa độ 25°47′B 128°45′Đ / 25,783°B 128,75°Đ.

## Khám phá xác tàu đắm
Vào ngày 10 tháng 11, 2019, nhóm nghiên cứu tư nhân Lost 52 Project công bố họ tìm thấy xác tàu đắm của Grayback tại vị trí cách 50 nmi (93 km) về phía Nam Okinawa vào tháng 6, 2019. Xác tàu đắm ở cách vị trí Hải quân Mỹ ước lượng vào năm 1946 đến 100 nmi (190 km), do lỗi dịch thuật bản báo cáo tác chiến của Hải quân Đế quốc Nhật Bản. Khám phá này đã được Hải quân Mỹ chính thức xác nhận, và gia đình các thành viên thủy thủ đoàn đã được thông báo. 
Xác tàu đắm ở tư thế thăng bằng trên đáy biển ở độ sâu 1.400 ft (430 m); khẩu hải pháo rơi ra cách xác tàu khoảng 400 ft (120 m). Phần thân tàu phía sau tháp chỉ huy bị hư hại nặng, phù hợp với báo cáo phía Nhật Bản đã ném bom trúng khu vực này. Mũi tàu bị gảy một góc, và phần gần đuôi tàu bị đổ sụp. Tấm biển của xưởng đóng tàu vẫn còn gắn trên tháp chỉ huy còn nguyên vẹn.

## Phần thưởng
Grayback được tặng thưởng hai danh hiệu Đơn vị Tuyên dương Hải quân cùng tám Ngôi sao Chiến trận do thành tích phục vụ trong Thế Chiến II. Nó được ghi công đã đánh chìm 14 tàu Nhật Bản với tổng tải trọng 63.835 tấn. xếp thứ hai mươi về tải trọng tàu trong số tàu ngầm Hoa Kỳ có thành tích nổi bật nhất trong chiến tranh.
| Bronze star · Bronze star |                                                       |
|                           | Bronze star · Bronze star · Bronze star · Bronze star |

| Dãi băng Hoạt động Tác chiến  | Dãi băng Hoạt động Tác chiến                                            | Đơn vị Tuyên dương Hải quân với 2 Ngôi sao Chiến trận                   | Đơn vị Tuyên dương Hải quân với 2 Ngôi sao Chiến trận |
| Huân chương Chiến dịch Hoa Kỳ | Huân chương Chiến dịch Châu Á-Thái Bình Dương với 8 Ngôi sao Chiến trận | Huân chương Chiến dịch Châu Á-Thái Bình Dương với 8 Ngôi sao Chiến trận | Huân chương Chiến thắng Thế Chiến II                  |